# Pierre Gaffié
Pierre Gaffié, né le 13 octobre 1964 à Brive-la-Gaillarde, est un réalisateur et journaliste français.

## Biographie
Après des études de philosophie et de cinéma (auprès de la cinéaste anthropologue Raymonde Carasco notamment), il se lance dans le journalisme à la radio à RFM, et à la télévision (l'émission La vie à plein temps sur France 3). Dans une de ces émissions, en direct depuis Cannes, il interviewe en direct le réalisateur Lars Von Trier, pour ce qui est alors la première apparition télévisuelle du cinéaste danois sur une chaîne française.
Mais Pierre Gaffié connaît une plus grande notoriété quand il présente pendant quatre ans les chroniques cinéma de Nulle part ailleurs sur Canal+, aux côtés de Philippe Gildas et Antoine de Caunes. Il obtient à ce titre le prix "Jeune et brillant" du meilleur critique télévision au festival de Cannes 1991.
Son franc-parler et son humour, dans une émission culte, lui ont valu une citation directe du cinéaste Michel Blanc. Dans son film Grosse Fatigue, le responsable de la loi qui réveille le comédien se nomme l'inspecteur Gaffié.
Il tourne aussi à deux reprises devant la caméra du cinéaste Gérard Courant, pour son étonnante expérience de "Cinématon" où des célébrités, de Wim Wenders à Terry Gilliam posent devant une caméra fixe pendant trois minutes.
Avide de passer à la réalisation, sa première expérience de tournage est pourtant le fruit du hasard. C'est en allant saluer le chanteur William Sheller, lors du tournage du clip Excalibur, qu'il est enrôlé comme hallebardier figurant sur le clip, réalisé par le célèbre dessinateur de science-fiction Philippe Druillet. Le tournage, immense, tourné au Studios de Bry-sur-Marne, est une révélation.
Son premier court-métrage (1 Franc), diffusé sur Canal Plus, a la particularité d'être le premier film de fiction où apparaît Eric Carrière, membre des Chevaliers du fiel. Le film est notamment sélectionné festival du film de Vendôme.
Pierre Gaffié travaille à deux reprises pour l'artiste de one-man-show et cinéaste Alex Métayer. Il rédigera le texte du programme de son spectacle Le nouveau et l'ancien, mais pas le testament, ainsi qu'un entretien très fouillé pour son film Mohamed Bertrand-Duval. Ils auront un projet de long-métrage ensemble, mais qui n'aboutira pas.
En 2002, il produit pour France 3 l'unique adaptation du livre de Kressmann Taylor: Inconnu à cette adresse (film de 26 minutes réalisé par Sandrine Treiner, devenue depuis directrice de France Culture, et François Chayé).
En 2005, il publie un article sur la protection animale dans le trimestriel L'Œil électrique. Il s'agit en fait du récit d'une étudiante vétérinaire, qui décrit son stage dans un abattoir. Cet article aura un certain écho, puisqu'on le retrouvera dans beaucoup de foires, ou marches, consacrée aux droits des animaux.
Depuis 2005, il anime l'émission Obliques sur Fréquence protestante, où il reçoit aussi bien des comédiens (Françoise Fabian, Denys Arcand, Aure Atika, Mathilda May, Marisa Paredes, Andréa Ferréol), des cinéastes (Bertrand Tavernier, Patrice Leconte, Denys Arcand, Jean-Jacques Beineix, Miranda July, René Féret, Nicolas Philibert, Anne Le Ny, André Téchiné, Laurent Heynemann) que des chefs-opérateurs (Michael Ballhaus, Philippe Rousselot), des musiciens (Bernie Bonvoisin, Corine Marienneau) ou des écrivains Michel Ciment, Michel Chion, Serge Toubiana.
Il collabore régulièrement au trimestriel de cinéma Versus. Il a également publié des articles dans le quotidien Libération (pages Rebonds), le magazine Positif (mars 2011), L'Ours polar et Split Screen.
En 2006, il publie dans le trimestriel anglais Untitled une étude sur l'influence de Jean-Luc Godard sur la culture actuelle intitulée: Enfant terrible
Il est le premier journaliste français à publier une étude sur le cinéma de Denis Villeneuve (en 2011 dans le trimestriel Versus.) et sur le travail de Miranda July ("Versus" 2009)
En avril 2012, il anime une émission de cinéma sur la chaîne I.F. Télévision consacrée au cinéma indépendant.
La comédienne Paloma Coquant, aujourd'hui comédienne pour le cinéma et la télévision, fait références à ses cours de cinéma dans un entretien à l'hebdomadaire L'Express.
En 2014 est présenté le film La Ville aux murs dauphins. La version cinéma comprend un extrait de la chanson Curtains de Peter Gabriel. Le film, variation sur l'amour de l'architecture et l'architecture de l'amour, est projeté dans une vingtaine de pays et obtient le prix du meilleur drama au festival de Media (Pennsylvanie) en avril 2016 ainsi que le meilleur court étranger au « Back in the box » d'Encino (Californie). Il est projeté en première partie du film d'Eugène Green La Sapienza au festival du film d'architecture de Winnipeg.
Un autre court métrage La relativité expliquée aux enfants (9 min) obtient le prix du public et celui du jury au festival du court métrage de Lussac. Et le "Bronze award" au festival des nations de Lansing (Autriche). La musique est signée Béatrice Thiriet (compositrice notamment de la bande originale du film Lady Chatterley de Pascale Ferran).
Toujours en 2014, son film 20 mètres d'amour à Montmartre, un court-métrage sans parole sur la solitude urbaine et le recours à l'art, obtient le prix du meilleur film étranger au festival Lit Film de Limerick (Irlande)[réf. nécessaire].
En 2017, il participe, aux éditions L'Harmattan, à l' ouvrage collectif Egonline, réflexion sur la vogue des selfies.
En 2018, il réalise un diptyque sur la parole féminine. Tout d'abord le court-métrage Constance, ou la symphonie des baisers (17'), variation amoureuse sur le monde de l'espionnage (le film comporte une allusion à Conversation secrète de Francis Ford Coppola). La voix de narration française du film est dite par Emmanuèle Bondeville, qui double régulièrement Michelle Pfeiffer, Glenn Close ou des personnages des "Experts"
Le second film -La nuit se lève- (Radio Moon), aborde le thème de la parole radiophonique nocturne et de la réparation qu'elle apporte chez l'auditeur ET chez l'animateur. Le personnage principal est incarné par Marilyne Fontaine, vue chez Jacques Doillon. Il obtient le grand prix du jury aux festivals '"Cut to the chase" (Virginie Occidentale) et à celui de "Big Water" à Ashland (Wisconsin)
Le mensuel L'Avant-scène cinéma, lui confie la rédaction d'un texte de fond sur la comédienne Émilie Dequenne, à l'occasion de la sortie du numéro consacré au film Pas son genre de Lucas Belvaux.
En novembre, il est l'invité du festival du film de Big Water (Wisconsin) pour parler de son travail lors d'un débat à la bibliothèque de la ville.
En 2019, il réalise plusieurs films pour les chanteuses Pauline Croze (tournée "Ne rien faire) et Mayra Andrade.
En 2020, il participe aux bonus DVD du film Par un beau matin d'été de Jacques Deray, avec Jean-Paul Belmondo, lors de la ressortie du film.
Son nouveau film Apocalypse notes est présenté pour la première fois au festival du film de Tryon (Caroline-du-Nord, USA). Le film décrit un monde où l'être humain doit arrêter de composer, faute de mélodies disponibles... Coïncidence, Tryon n'est autre que la ville de naissance de la chanteuse Nina Simone.
Dans l'émission de radio "Le vrai monde", une analyse du regard des invités est proposée. Écrite par une psychologue, spécialiste du meta-langage, il s'agit de découvrir le monde caché d'une personnalité à travers ses yeux.

En 2023 se clôt son triptyque cinéma sur le pouvoir des sons (après "La nuit se lève" et "Apocalypse notes") : le film "Et bien ouïe" est diffusé sur France 3 en mars 2023. Lauréat du concours national "Femmes et sciences", il raconte le parcours d'une jeune acousticienne qui invente une forêt de sons, un cimetière où entendre la voix des disparus. Le film est projeté dans de nombreux festivals et est utilisé pour des débats dans des collèges et lycées.
En 2023 sort également son court-métrage "Punk Floyd", hommage décalé au 50ème anniversaire de la sortie de l'album "The dark side of the moon".

## Filmographie

### Scénariste
- 1993 : 1 Franc
- 2013 : La relativité expliquée aux enfants
- 2014 : 20 mètres d’amour à Montmartre
- 2014 : L’homme aux bras d’or
- 2014 : La ville aux murs dauphins
- 2018 : Constance ou la symphonie des baisers
- 2020 : La nuit se lève
- 2021 : Apocalypse notes
- 2021 : Canevas de libellules

### Réalisateur
- 1993 : 1 Franc
- 2013 : La relativité expliquée aux enfants
- 2014 : 20 mètres d’amour à Montmartre
- 2014 : L’homme aux bras d’or
- 2014 : La ville aux murs dauphins
- 2018 : Constance ou la symphonie des baisers
- 2020 : La nuit se lève
- 2021 : Apocalypse notes
- 2021 : Canevas de libellules
- 2022 : Et bien ouïe"
- 2022 : Punk Floyd"

### Producteur
- 1998 : La fille du hasard
- 1999 : Si les étoiles exaucent nos vœux'
- 2002 : Inconnu à cette adresse
- 2021 : Amar"

## Distinctions
- 1991 : Festival de Cannes. Prix « Jeune et brillant » du meilleur journaliste cinéma.
- 2014 : Festival Lit Film (Limerick, Irlande)meilleur court étranger pour 20 mètres d’amour à Montmartre
- 2014 : Festival des Nations (Lenzing, Autriche) : prix du jury pour La relativité expliquée aux enfants
- 2016 : Festival de Media. Meilleur drame pour La ville aux murs dauphins
- 2018 : Festival de Big Water. Meilleur court pour "La nuit se lève"
- 2022 : "Et bien ouïe", court-métrage lauréat du concours "Femmes et sciences", organisé par l'association "Femmes et cinéma", le C.N.C et France 3